# Wasserturm der Bahn in Kornwestheim

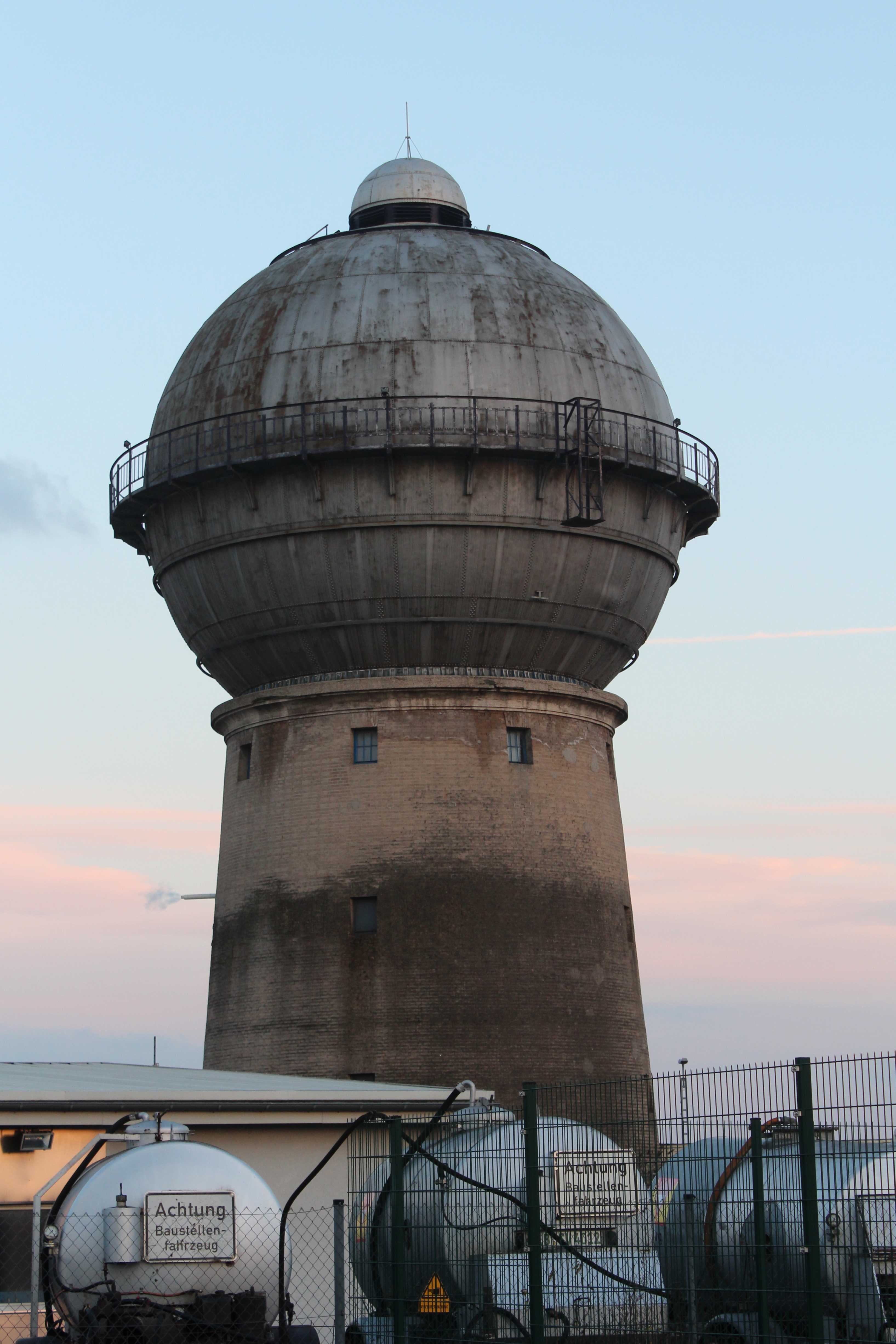
Wasserturm der Bahn in Kornwestheim, 2015

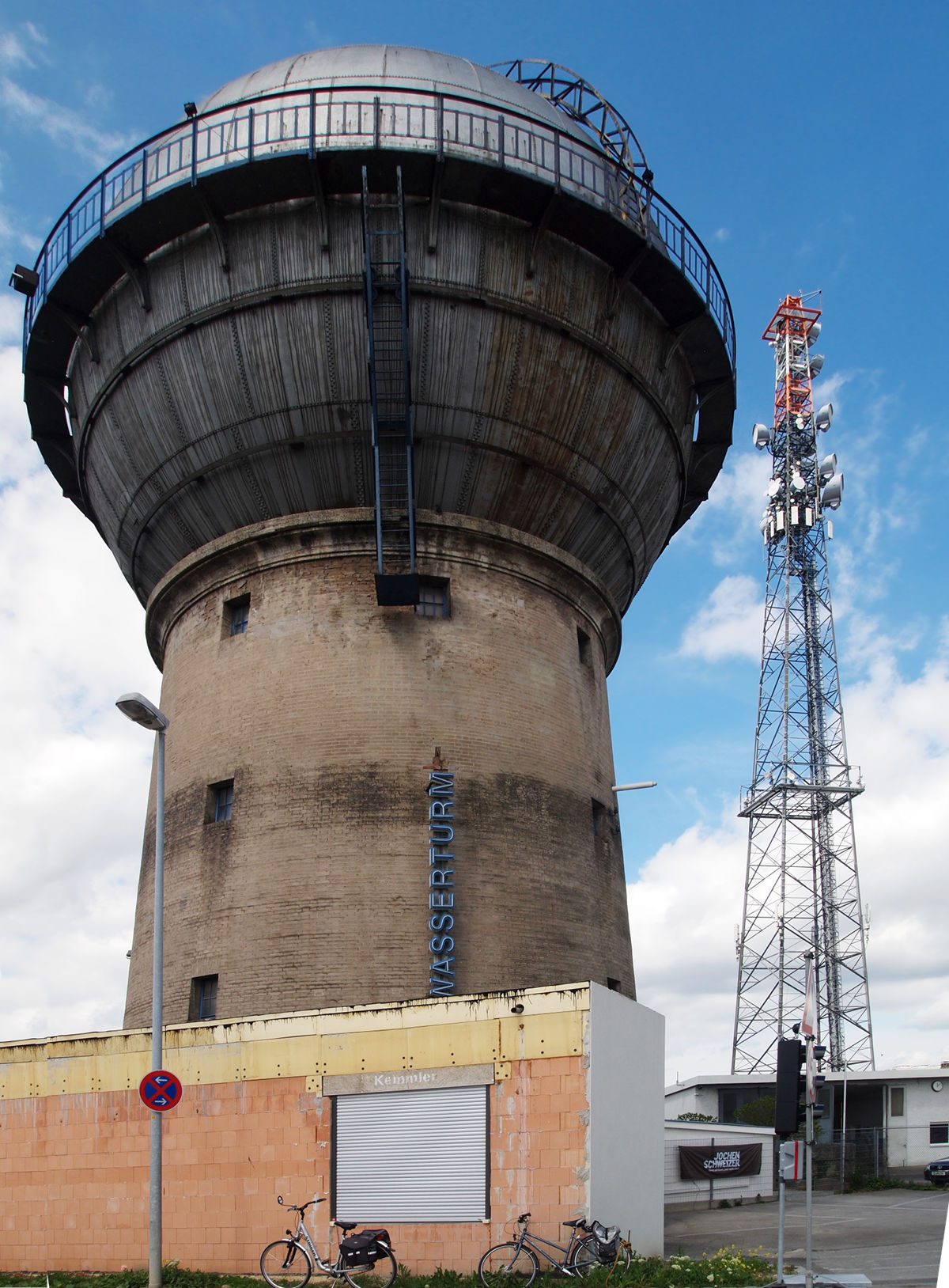
Schaft und Behälter, 2016

Der Wasserturm der Bahn in Kornwestheim wurde 1914 für die Versorgung der Dampflokomotiven am Rangierbahnhof Kornwestheim errichtet. Er ist 30 Meter hoch, sein kugelförmiger, von dem renommierten Dortmunder Stahlbau-Unternehmen August Klönne gelieferter Behälter hat einen Durchmesser von 14,5 Metern und ein Volumen von 1100 Kubikmetern.
Zwischen dem Wasserturm und den Rangiergleisen verläuft heute die Westrandstraße, im Turm ist ein Lokal mit einem Biergarten eingerichtet.